# Copa de Hungría de waterpolo femenino
La Liga de Hungría de waterpolo femenino es la segunda competición más importante de waterpolo femenino entre clubes húngaros.

## Historial
Estos son los ganadores de liga:
- 2009:
- 2008:
- 2007:
- 2006:
- 2005:
- 2004: Dunaújvárosi VE
- 2003: Dunaújvárosi VE
- 2002: Dunaújvárosi VE
- 2001: Dunaújvárosi VE[1]